# Гладкая функция
Гладкая функция порядка 0 — непрерывная функция.
Гладкая функция порядка 1 — непрерывно-дифференцируемая функция, то есть функция, имеющая непрерывную производную.
Гладкая функция порядка {\displaystyle k\in \mathbb {N} } — дифференцируемая {\displaystyle k} раз функция, плюс к этому {\displaystyle k}-я производная является непрерывной.
Гладкая функция порядка {\displaystyle \infty } — бесконечно-дифференцируемая функция, то есть функция, имеющая производные всех порядков.
Гладкая функция порядка {\displaystyle \omega } или {\displaystyle a} — вещественно-аналитическая функция, то есть функция, разложимая в степенной ряд окрестности точки (в окрестности каждой точки, если рассматривается гладкость на множестве).
Без уточнения порядка под гладкой функцией обычно понимают либо непрерывно-дифференцируемую функцию, либо бесконечно-дифференцируемую функцию, в зависимости от конкретного автора. Также довольно часто в конкретном месте под гладкой функцией понимают гладкую функцию порядка достаточного для того, чтобы имели смысл все действия, выполняемые над функцией по ходу текущего рассуждения.
Гладкость может быть определена как в одной точке, так и на всей области определения. Множество гладких функций порядка {\displaystyle k} на множестве {\displaystyle X} обозначается как {\displaystyle C^{k}(X)} и называется классом гладкости. Классы гладкости упорядочены по включению следующим образом: {\displaystyle C^{0}\supset C^{1}\supset C^{2}\supset \ldots \supset C^{\infty }\supset C^{\omega }}; таким образом, гладкая функция порядка {\displaystyle k} является гладкой и всех порядков меньших {\displaystyle k}. Гладкие функции порядка {\displaystyle k} также называют {\displaystyle k}-гладкими функциями.

## Гладкие функции на различных множествах
Под областью значений гладкой функции всегда понимают {\displaystyle \mathbb {R} }; в случае множества {\displaystyle \mathbb {R} ^{n}} говорят о гладкой вектор-функции, а в случае произвольного многообразия — о гладком отображении. Под областью определения гладкой функции может пониматься вообще любое множество, имеющее структуру многообразия.
На подмножествах {\displaystyle \mathbb {R} } гладкие функции могут быть определены на промежутках. На множестве из одной точки любая функция считается гладкой любого порядка. На интервалах работает определение приведённое выше, на полуинтервалах или отрезках в концевых точках рассматривается односторонняя производная. Также {\displaystyle k}-гладкая функция определяется для произвольного объединения промежутков и изолированных точек как функция, {\displaystyle k}-гладкая на каждом из них.
На подмножествах {\displaystyle \mathbb {R} ^{n}} всё работает аналогично, гладкость определяется на изолированных точках, открытых множествах, замкнутых областях и на различных других.
На гладком многообразии порядка {\displaystyle k} понятие гладкой функции может быть определено только до порядка {\displaystyle k} включительно.
Вектор-функция называется {\displaystyle k}-гладкой, если у неё все компоненты {\displaystyle k}-гладкие.

## Приближение аналитическими функциями
Пусть {\displaystyle \Omega } -- область в {\displaystyle \mathbb {R} ^{n}} и {\displaystyle f\in C^{k}(\Omega )}, {\displaystyle 0\leqslant k\leqslant \infty }. Пусть {\displaystyle \{K_{p}\}} — последовательность компактных подмножеств {\displaystyle \Omega } такая, что {\displaystyle K_{0}=\varnothing }, {\displaystyle K_{p}\subset K_{p+1}} и {\displaystyle \bigcup K_{p}=\Omega }. Пусть {\displaystyle \{n_{p}\}} — произвольная последовательность положительных целых чисел и {\displaystyle m_{p}=\min(k,\;n_{p})}. Наконец, пусть {\displaystyle \{\varepsilon _{p}\}} — произвольная последовательность положительных чисел. Тогда существует вещественно-аналитическая функция {\displaystyle g}, определённая в {\displaystyle \Omega } такая, что для всякого {\displaystyle p\geqslant 0} выполнено неравенство
{\displaystyle \|f-g\|_{C^{m_{p}}({K_{p+1}\backslash K_{p}})}<\varepsilon _{p},}
где {\displaystyle \|f-g\|_{C^{m_{p}}({K_{p+1}\backslash K_{p}})}} обозначает максимум из норм (в смысле равномерной сходимости, то есть максимума модуля на множестве {\displaystyle {K_{p+1}\backslash K_{p}}}) производных функции {\displaystyle f-g} всех порядков от нуля до {\displaystyle {m_{p}}} включительно.

## Дробная гладкость
Для тонкого анализа классов дифференцируемых функций вводят также понятие дробной гладкости в точке или показателя Гёльдера, которое обобщает все выше перечисленные понятия гладкости.
Функция {\displaystyle f} принадлежит классу {\displaystyle C^{r,\alpha }}, где {\displaystyle r} — целое неотрицательное число и {\displaystyle 0<\alpha \leqslant 1}, если имеет производные до порядка {\displaystyle r} включительно и {\displaystyle f^{(r)}} является гёльдеровской с показателем {\displaystyle \alpha }.
В переводной литературе, наравне с термином показатель Гёльдера, используется термин показатель Липшица.